# Charaxes gerdae
Charaxes gerdae is een vlinder uit de familie van de Nymphalidae. De wetenschappelijke naam van de soort is voor het eerst geldig gepubliceerd in 1989 door Rydon.